# Мулен, Жан-Франсуа
Жан-Франсуа Мулен (14 марта 1752, Кан — 12 марта 1810, Пьерфит-сюр-Сен) — французский генерал, один из членов Директории. У него была долгая карьера военного офицера, служившего во Франции в Королевской армии Людовика XVI, в Национальной гвардии во время Великой французской революции и в Великой армии Наполеона. В 1809 году ему был пожалован титул барона Империи.

## Молодость и военная карьера
Мулен родился в Кане, департамент Кальвадос, в семье бакалейщика. В юности он получил образование в иезуитском колледже в Кане, а затем стал работать инженером в администрации Парижа. Он ненадолго присоединился к пехотному полку в Бретани, а затем до 1788 года работал географом. Когда в 1789 году началась революция, он пошёл добровольцем в Парижскую национальную гвардию. Его прореволюционные настроения переросли в прочные политические убеждения, и он получил известность как преданный сторонник якобинцев.
Мулен служил в звании генерала в Первой французской республике во время французских революционных войн. Получив звание адъютанта-майора в 1791 году, к 1793 году он быстро продвинулся до должности до дивизионного генерала. Он командовал республиканскими силами во время войны в Вандеи и отличился в битве при Сомюре.

## Член Директории
Хотя Мулен не был фигурой национального масштаба, тем не менее, благодаря случайным обстоятельствам, он вознёсся на вершину французской исполнительной власти. Ему довелось оказаться в столице со своей армией в критический момент политических потрясений, во время переворота 30 прериаля VII года. Оказавшись приемлемой альтернативой директорам, изгнанным в результате переворота, в июне 1799 года Мулен был назначен в Директорию при поддержке своего друга Барраса.
Мулен пробыл у власти недолго. С его назначением — и одновременным возвышением Роже Дюко, депутата Совета, которого поддерживал аббат Сьейес, — Директория приняла окончательный состав. Мулен, Дюко, Баррас, Сьейес и Луи-Жером Гойе руководили Директорией до её роспуска после государственного переворота 18 брюмера.
После государственного переворота, старший член Директории Баррас подчинился, и Директория официально подала в отставку. Мулен решительно протестовал против перехода власти от Директории к сторонникам Наполеона Бонапарта, но его усилия оказались тщетны. Мулен и Гойе содержались в плену войсками под командованием генерала Жана Виктора Мари Моро до тех пор, пока 10 ноября 1799 года они не подписали заявления об отставке.

## Дальнейшая жизнь
Мулен в конце концов примирился с Наполеоном и вернулся к военной службе в качестве командира Великой армии. Он несколько лет сражался в наполеоновских войнах, пока его здоровье не начало ухудшаться, после чего он вернулся во Францию. Он умер в Пьерфите, департамент Сена, 12 марта 1810 года.